# Sinfonia n. 3 (Brahms)
La Sinfonia n. 3 in fa maggiore Op. 90 fu scritta da Johannes Brahms nell'estate del 1883 a Wiesbaden, quasi sei anni dopo il completamento del precedente lavoro sinfonico, la seconda sinfonia. In questo periodo di circa sei anni Brahms aveva scritto alcuni dei suoi più grandi capolavori: il Concerto per violino e orchestra, le due ouverture e il Concerto per pianoforte n. 2.
La prima esecuzione ebbe luogo con successo tanto che la sinfonia venne paragonata alla Quinta sinfonia di Beethoven.
Questa composizione è contraddistinta dalla chiarezza della costruzione generale. Pur essendo meno complicata ed elaborata nel suo sviluppo rispetto alle altre sinfonie di Brahms, essa tuttavia è ricca di idee poetiche e di grande varietà di colori. La sinfonia si apre con una melodia in fa - la
bemolle - fa che persiste, più o meno evidente, in tutto il primo movimento e viene poi ripresa nel Finale, a sottolineare, come scrisse il critico Walter Frisch «quanta strada abbiamo percorso».
Il celebre tema del terzo movimento è ascoltabile nel film Aimez vous Brahms? di Anatole Litvak e nel documentario BBC The Century of the Self di Adam Curtis. Inoltre, il tema è stato spesso utilizzato nella musica pop, ad esempio nelle canzoni "Baby alone in Babylone"' di Serge Gainsbourg, "Love of My Life", in Supernatural di Carlos Santana, e in A Glorious Lethal Euphoria, traccia conclusiva e puramente strumentale della band surf-rock The Mermen. Un tema simile è presente nel brano di Branford Marsalis, "The Beautyful Ones Are Not Yet Born", nell'album omonimo.

## Orchestrazione
La sinfonia è orchestrata per due flauti, due oboi, due clarinetti, due fagotti, un controfagotto, quattro corni, due trombe, tre tromboni, timpani e archi.

## Movimenti
La Sinfonia consta dei quattro canonici movimenti della Sinfonia classica e una sua esecuzione tipica dura circa 40 minuti.
I quattro tempi sono:

### I. Allegro con brio
Il primo movimento, Allegro con brio, in Fa maggiore, si apre con un breve preludio di potenti accordi dei fiati, che introduce il primo tema, una melodia maestosa, affidato ai violini, accompagnati da viole e violoncelli, con il sostegno dei tromboni. Il tema, particolarmente brillante e di stile quasi eroico, è trattato con maestria nel suo progredire da un flusso regolare e pacifico a un apice di vigore e maestosità. La transizione al secondo tema, annunciato dai clarinetti, è un passaggio più tranquillo; il tema stesso, molto grazioso e di stile pastorale, conferisce al movimento un carattere di serietà, ulteriormente rinforzato dalla coda abilmente costruita.

### II. Andante
Il secondo movimento, Andante, in Do maggiore, potrebbe quasi essere definito una rapsodia, poiché non è elaborato come di consueto. Il movimento, infatti, in gran parte si basa e si sviluppa intorno al tema iniziale, che è una melodia semplice ma molto aggraziata e gioiosa, che infonde serenità e appagamento interiori, in forte contrasto con il carattere epico di questo lavoro. Questo tema viene ripreso di volta in volta dai fiati, dalle viole, dai violoncelli, trattato con libere variazioni che gli conferiscono un timbro gradevole. Il primo tema viene momentaneamente accantonato, quando clarinetti e fagotti si impegnano in un fraseggio nervoso, che sembra presagire ciò che verrà dopo; ma la brevità dell'episodio non consente di parlare di un vero e proprio secondo tema. Il tema iniziale ritorna improvviso e tiene la scena, con effetti deliziosamente contrastanti, fino al termine del movimento.

### III. Poco allegretto.
Il terzo movimento, Poco allegretto, in Do minore, che prende il posto dello Scherzo ordinario, è di stile prevalentemente serio, e si può dire che fissa il carattere generale della sinfonia. Il suo tema principale, che fa pensare a un lied, affidato ai violoncelli, è dapprima fantasioso, tenero e ricco di semplice grazia, poi diviene riflessivo e meditativo, e infine sognante. Segue un passaggio per i fiati, distensivo e quasi supplichevole, come una disapprovazione per lo struggimento imminente. Non c'è nulla del carattere dello Scherzo in questo movimento, e avergli dato questa forma sarebbe stato in conflitto con le idee che sostengono la struttura della sinfonia e avrebbe introdotto uno spirito e un colore estranei.

### IV. Allegro
L'Allegretto muore in morbidi accordi che portano al Finale, Allegro, in Fa minore ma che termina in Fa maggiore, un movimento appassionato, agitato e cupo, ma allo stesso tempo eroico, forte ed elevato. Il tema con cui si apre sfreccia con tutta la rapidità e il mistero di una visione in un sogno, poi riappare in una nuova forma armonica, solo per farsi più triste e malinconico con l'ingresso dei tromboni, che prelude a un nuovo brano, in cui il sentimento muta e diviene un appassionato conflitto. Attraverso i passaggi violenti e determinati dei violini, tuttavia, si sente,  regolare, il canto festante dei violoncelli. Essi annunciano la vittoria e l'oscurità scompare, lasciando ancora una volta il posto alla pace e riposo, nobilitati dal tema eroico del primo movimento.

## Registrazioni
Discografia selettiva
- Leopold Stokowski, Orchestra di Filadelfia, Biddulph, WHL017/18
- Clemens Krauss, Wiener Philharmoniker, Biddulph M WHL052
- Willem Mengelberg, Orchestra reale del Concertgebouw, Andante AN1973-9
- Willem Mengelberg, London Philharmonic Orchestra, EMI 764256-2
- Wilhelm Furtwängler, Berliner Philharmoniker, EMI 565513-2
- John Barbirolli, The Hallé, Barbirolli Society SJB1020
- George Szell, Orchestra reale del Concertgebouw, Audiophile, APL101 561
- Arturo Toscanini, Orchestra di Filadelfia, Testament SBT3167
- Wilhelm Furtwängler, Berliner Philharmoniker, DG 423 572-2GDO
- Guido Cantelli, Orchestra di Filadelfia, Testament SBT1173
- Otto Klemperer, Orchestra Philharmonia, EMI 562742-2
- Fritz Reiner, Chicago Symphony Orchestra, RCA 09026 61793-2
- Bruno Walter, Columbia Symphony Orchestra, Sony SMK64471
- Herbert von Karajan, Wiener Philharmoniker, Decca 478 2661DOR
- George Szell, Orchestra di Cleveland, Sony SBK47652
- John Barbirolli, Wiener Philharmoniker, Royal ROY6434
- Adrian Boult, London Symphony Orchestra, EMI 769203-2
- Bernard Haitink, Orchestra reale del Concertgebouw, Philips 442 068-2PB4
- Kurt Sanderling, Sächsische Staatskapelle Dresden, RCA 74321 30367-2
- James Loughran, The Hallé, EMI 75753-2
- Eugen Jochum, London Symphony Orchestra, EMI SLS5093
- Günter Wand, Norddeutscher Rundfunk Symphony Orchestra, RCA 88697 71136-2
- Sergiu Celibidache, Münchner Philharmoniker, EMI 556846-2
- Claudio Abbado, Berliner Philharmoniker, DG 429 765-2GH; 435 683-2GH4
- Carlo Maria Giulini, Wiener Philharmoniker, Newton 8802063
- Roger Norrington, London Classical Players, EMI 556118-2
- Nikolaus Harnoncourt, Berliner Philharmoniker, Teldec 0630 13136-2; Warner 2564 69004-9
- Marin Alsop, London Philharmonic Orchestra, Naxos S 8 557430
- John Eliot Gardiner, Orchestre Revolutionnaire et Romantique, SDG SDG704
- Simon Rattle, Berliner Philharmoniker, EMI 267254-2
- Mariss Jansons, Orchestra sinfonica della radio bavarese, BR-Klassik 900111
- Leonard Bernstein, Wiener Philharmoniker, DG, E4749302
- Georg Solti, Chicago Symphony Orchestra, Decca, E4307992